# Geschichte Belgiens
Die Geschichte Belgiens umfasst die Entwicklungen auf dem Gebiet des Königreiches Belgien von der Urgeschichte bis zur Gegenwart. Der moderne belgische Staat spaltete sich 1830 nach der Belgischen Revolution vom Königreich der Vereinigten Niederlande ab. Davor gehörte das Gebiet als Ganzes oder in Teilen zu verschiedenen europäischen Reichen und führte oft „Niederlande“ als Namensbestandteil in seinen Namen.

## Territoriale Entwicklung
Das Gebiet des heutigen Belgien wurde im ersten Jahrhundert vor Christus Teil des Römischen Reiches, später der römischen Provinzen Belgica, Belgica II und Germania Inferior. Die dort siedelnden keltischen Gruppen wurden im Laufe der Zeit romanisiert.
Im 5. Jahrhundert nach Christus zerfiel die römische Herrschaft. Das heutige Belgien und benachbarte Regionen wurden zum Ausgangspunkt und Kernland eines neuen Reiches, das die europäische und globale Geschichte nachhaltig prägen sollte – das Fränkische Reich. Die zwischen Ärmelkanal und Alpen entstehende romanisch-germanische Sprachgrenze bildete sich eher unabhängig von Staats- und Verwaltungsgrenzen und verlief quer durch das Reich (Belgien, Lothringen, Vogesen, Schweiz), in etwa dem heutigen Verlauf der Sprachgrenzen entsprechend.
Nach den fränkischen Reichsteilungen im 9. Jahrhundert gehörten die größten Teile der Grafschaft Flandern – und damit das westliche Belgien – zum Westfrankenreich, aus dem das Königreich Frankreich wurde. Diese Grafschaft Flandern hatte einen anderen Zuschnitt als das heutige Flandern und beinhaltete im Süden auch das Artois. Das mittlere und östliche Belgien kam als Teil Niederlothringens zum Ostfränkischen Reich, aus dem im 10. Jahrhundert das Heilige Römische Reich (HRR) hervorging.
Aufgrund der schwächer werdenden Zentralgewalt im HRR bildeten sich stärker werdende regionale Territorien. Im Bereich des heutigen Belgien waren dies z. B. die Herzogtümer Brabant und Luxemburg, die Grafschaften Hennegau und Namur, das Hochstift Lüttich und das Hochstift Cambrai. Ab 1384 und im 15. Jahrhundert kamen viele dieser Herrschaften zum rasch aufstrebenden Staat des Hauses Burgund, der sich aber nicht nur im HRR, sondern auch im Königreich Frankreich ausbreitete. Er vereinigte das französische Flandern mit den Territorien des Heiligen Römischen Reiches unter einer Herrschaft. Der entstehende Herrschaftskomplex der Burgundischen Niederlande umfasste in etwa das heutige Benelux, aber nicht das Hochstift Lüttich im östlichen Belgien. Im Süden der Grafschaft Flandern entstand die Grafschaft Artois.
Nach dem Ende Burgunds 1477 kamen die Burgundischen Niederlande an das Haus Habsburg. Für die später belgischen Gebiete begann damit eine mehr als 300-jährige habsburgische Ära. Bei der Einteilung des HRR in Reichskreise, Ende des 15. Jahrhunderts, wurden die Gebiete im Burgundischen Reichskreis organisiert.
1556, also mitten im Zeitalter der Reformation, teilte sich die Familie Habsburg in eine österreichische und eine spanische Linie. Die Burgundischen Niederlande fielen an die spanische Linie, weswegen man fortan von den Spanischen Niederlanden spricht. Deren nördliche, nicht katholisch gebliebenen Provinzen (z. B. Holland, Zeeland, Utrecht, Gelderland, Friesland) spalteten sich ab 1559 ab und erreichten schließlich 1648 die Unabhängigkeit – Republik der Sieben Vereinigten Provinzen, Ursprung der heutigen Niederlande. Zwischen 1659 und 1679 fielen verschiedene Gebiete der verbliebenen Spanischen Niederlande im Süden an Frankreich, vor allem das Artois sowie Südflandern mit Dünkirchen, Lille, Cambrai und Thionville (Diedenhofen). In dieser Zeit wurden die Grenzen des heutigen Belgiens im Wesentlichen geprägt, denn die Staatsgrenzen, die bei der Unabhängigkeit der nördlichen Niederlande und bei den französischen Eroberungen entstanden, entsprachen überwiegend dem Verlauf der heutigen belgischen Staatsgrenzen im Norden und Süden.
Die verbliebenen Spanischen Niederlande – in etwa Belgien und Luxemburg – bildeten nun einen westlichen Ausläufer des Heiligen Römischen Reiches. Nach über 150 Jahren spanischer Regierung kam das Gebiet 1713 von der spanischen Linie der Habsburger zur österreichischen Linie. Das nun Österreichische Niederlande genannte Gebiet bildete einen weitgehend selbständig verwalteten Staat, der in Personalunion mit den anderen österreichisch-habsburgischen Ländern verbunden war. Neben England wurde das heutige Belgien Kernland der Industriellen Revolution.
Aufgrund der Auswirkungen der Französischen Revolution endete 1795 nach 82 Jahren die Zugehörigkeit zu Österreich, und das Gebiet wurde für 20 Jahre Teil Frankreichs („Franzosenzeit“). 1806 wurde das nur noch formell existierende HRR durch Kaiser Franz II. aufgelöst. Auch die anderen Gebiete des HRR im heutigen Belgien, vor allem das Hochstift Lüttich, waren bereits Teil Frankreichs geworden. Nach dem Zerfall des Napoleonischen Reiches wurde 1815 fast der gesamte heutige Beneluxraum auf dem Wiener Kongress zu den neuen Niederlanden vereinigt. Im Südosten der Niederlande wurde das Großherzogtum Luxemburg eingerichtet, mehr als doppelt so groß wie das heutige Luxemburg, aber kleiner als das mittelalterliche und frühneuzeitliche Herzogtum. Es wurde nicht nur Teil der Niederlande, sondern auch Mitglied des Deutschen Bundes. Bundesherr für Luxemburg war der niederländische König in seiner Eigenschaft als Großherzog.
Bereits 1830 spalteten sich weite Teile im Süden der Niederlande ab und schufen den heutigen Staat Belgien. Luxemburg hingegen blieb mit den Niederlanden in Personalunion verbunden. 1839 kamen größere Gebiete Luxemburgs und Limburgs an Belgien. Der Rest Luxemburgs (der Ostteil) verblieb bis 1867 im Deutschen Bund. Nach dem Ersten Weltkriegs wurden 1920 kleinere Gebiete Preußens um Eupen und Malmedy im Friedensvertrag von Versailles an Belgien abgetreten und werden als Ostbelgien bezeichnet.
Nach dem Zweiten Weltkrieg wurde Belgien wiederum Kernland eines historischen Prozesses, nämlich der Entwicklung der Europäischen Union (EU). 1944/1960 wurde der Benelux-Verbund geschaffen. Die Hauptstadt Belgiens, Brüssel, wurde zum Sitz der Exekutive der EU, und gehört damit zusammen mit Luxemburg (Judikative) und Straßburg (Legislative) zu den Hauptstädten der EU.

## Geschichte Belgiens bis zum Ende des Mittelalters

### Ur- und Frühgeschichte

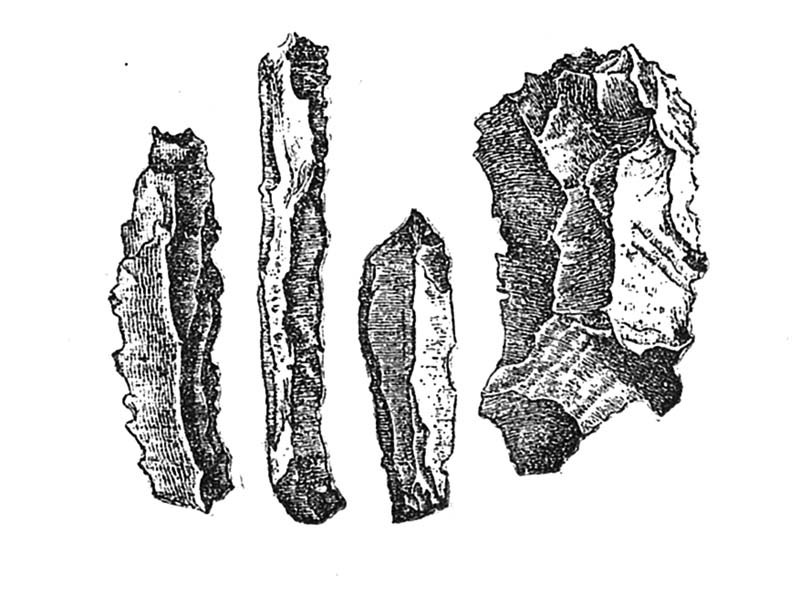
In Belgien gefundene Feuersteinklingen

Frühe Werkzeuge von Jägern des späten Homo erectus (= Homo heidelbergensis) werden auf ein Alter von rund 500.000 Jahren datiert. Viele archäologische Funde an der Maas zeugen von der Besiedlung durch den Neandertaler. Durch diese rund 50.000 Jahre alten Funde in der Grotte von Spy und in Engis (genannt Engis 2) gilt Belgien als ein Hauptfundort des klassischen Neandertalers.
In der Jungsteinzeit entstanden um etwa 4000 v. Chr. erste feste Siedlungen und die Megalithanlagen bei Wéris. Während der Eisenzeit waren die Hallstatt-Kultur (800–500 v. Chr.) und die keltische La-Tène-Kultur die wichtigsten Kulturen im Lande.

### Römisches Reich
Die Gebiete des heutigen Belgiens wurden von 57 bis 51 v. Chr. durch Julius Caesar erobert. Der Name Belgien geht auch auf ihn zurück, der allen keltischen Stämmen nördlich der Flüsse Sequana (Seine) und Matrona (Marne) die Bezeichnung Belgae gab (Galliorum omnium fortissimi sunt Belgae, De Bello Gallico, liber primus).
Unter Kaiser Augustus wurde im Kerngebiet der belgischen Stämme die Provinz Gallia Belgica mit der Hauptstadt Durocortorum (Reims) gegründet. Erst unter Kaiser Claudius wurde die Provinz romanisiert.

### Fränkisches Reich
Nach dem Zerfall des römischen Reiches war das Gebiet ein Kernland des Reiches der Franken. Nach dessen Teilung kam die Grafschaft Flandern (westlich der Schelde) zum westfränkischen (später das französische) Königreich, der Rest zum ostfränkischen Reich (später das Heilige Römische Reich).

### Hoch- und Spätmittelalter
Später herrschte das Haus Burgund über beide Seiten der alten Grenze. Unter den burgundischen Herzögen wurden die Vorläufer der heutigen Provinzen (z. B. Westflandern, Ostflandern, Antwerpen) gebildet. Philipp der Kühne (1342–1404) erlangte die Regierung der Grafschaft Flandern. Vor allem sein Enkel Philipp der Gute vereinigte weitere Gebiete des heutigen Belgiens (Burgundische Niederlande) durch Erbe oder Kauf. Unter Karl dem Kühnen (Charles le Téméraire) erreichte das Herzogtum Burgund den Zenit seiner Macht.
Die Städte Flanderns, besonders Brügge, Gent und Antwerpen, gehörten im Hoch- und Spätmittelalter zu den größten und wohlhabendsten in Europa. Sie lebten von der Verarbeitung englischer Wolle zu Tüchern von besonderer Qualität, die durch die Hanse und die internationalen Messen (bes. in der Champagne) in ganz Westeuropa Absatz fanden. Die starken wirtschaftlichen Interessen Flanderns in England ließen die Region immer wieder in den Gegensatz zu dessen Rivalen Frankreich treten. Die internationale Vernetzung und der Reichtum Flanderns waren die Basis für den Aufstieg Burgunds, das sich zunehmend auch als kulturelles Zentrum mit eigenem politischen Selbstverständnis etablierte.

## Spanische und österreichische Zeit
Nach der Vermählung Marias von Burgund mit dem Erzherzog Maximilian kamen Brabant, Flandern und die übrigen niederländischen Provinzen mit dem Tod Karls des Kühnen in der Schlacht bei Nancy 1477 an das Haus Habsburg. Mit der Kreiseinteilung des Heiligen Römischen Reiches wurde es zum Burgundischen Reichskreis geschlagen. Durch Erbfolge kam das heutige Belgien unter die Herrschaft Karls V. (1500–1558), eines Enkels von Maximilian I. von Österreich. Nach dessen Abdankung im Jahr 1556 fielen die niederländischen Provinzen nach der Teilung der Habsburgischen Besitztümer an die Spanische Linie. 1568 brach der Achtzigjährige Krieg aus, der die 17 Provinzen in zwei Lager teilte. 1581 erklärte sich der Norden, die Republik der Sieben Vereinigten Niederlande (in etwa das heutige Königreich der Niederlande), für unabhängig. Im Westfälischen Frieden 1648 wurde diese Unabhängigkeit bestätigt. Der Süden gehörte weiter dem spanischen Zweig der Habsburger (Spanische Niederlande). Diese mussten aber im Pyrenäenfrieden (1659), dem Frieden von Aachen am Ende des Devolutionskrieges (1668) und dem Frieden von Nimwegen (1678) u. a. Cambrai, Lille, Arras und Dünkirchen im Westen und Südwesten der Spanischen Niederlande an Frankreich abtreten. 1706 bis 1714 wurden im Spanischen Erbfolgekrieg weite Teile des Landes durch die Briten und die Vereinigten Niederlande besetzt. Durch die Friedensschlüsse von Utrecht und Rastatt (1713 und 1714) fielen die südlichen Niederlande an Österreich und hießen fortan Österreichische Niederlande. Diese waren ein nahezu selbständiger Staat, der nur durch Personalunion mit den österreichischen Landen verbunden war. In Reaktion auf die Reformpolitik Kaiser Josephs II. nach 1780, die die Autonomie des Landes einschränkten, wurde im Jahr 1790, während der Brabanter Revolution, die Unabhängigkeit der „Vereinigten Belgischen Staaten“ proklamiert. Zwar konnten die Österreicher ihre Herrschaft im selben Jahr wiederherstellen, aber 1794 wurde das Land von Frankreich besetzt und im Frieden von Campo Formio 1797 formell von Österreich an Frankreich abgetreten. Erst 1814 wurde das Land von Truppen der antinapoleonischen Koalition besetzt. 1815 startete Napoleon den Sommerfeldzug und das Land war Schauplatz der entscheidenden Schlacht gegen Napoléon, der Schlacht bei Waterloo.
Siehe auch: Statthalter der habsburgischen Niederlande

## Das Königreich der Vereinigten Niederlande
→ Hauptartikel: Königreich der Vereinigten Niederlande

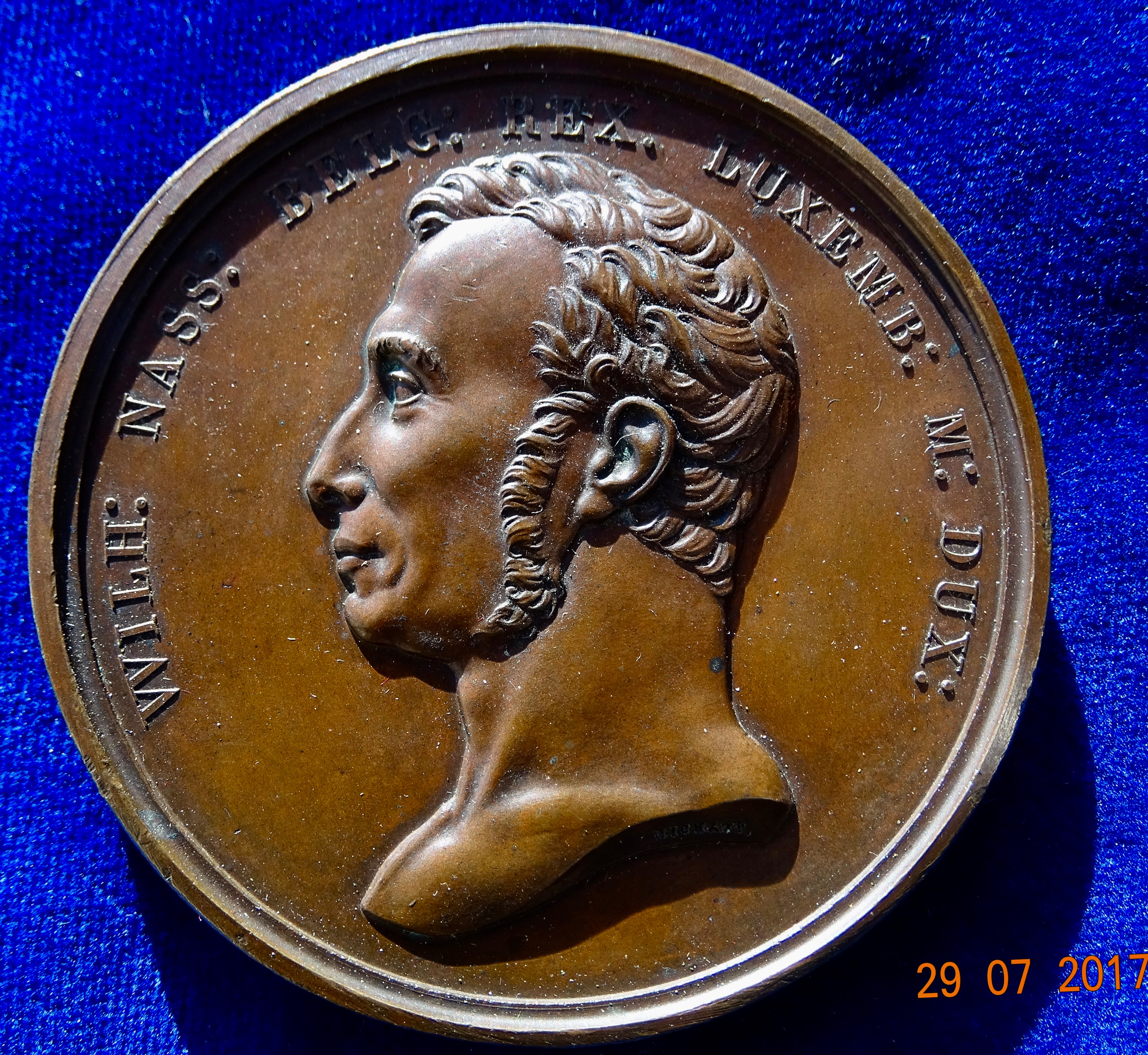
Wilhelm I im März 1815 als König der Belgier und Großherzog von Luxemburg auf einer Bronze-Medaille von Michaut, Vorderseite

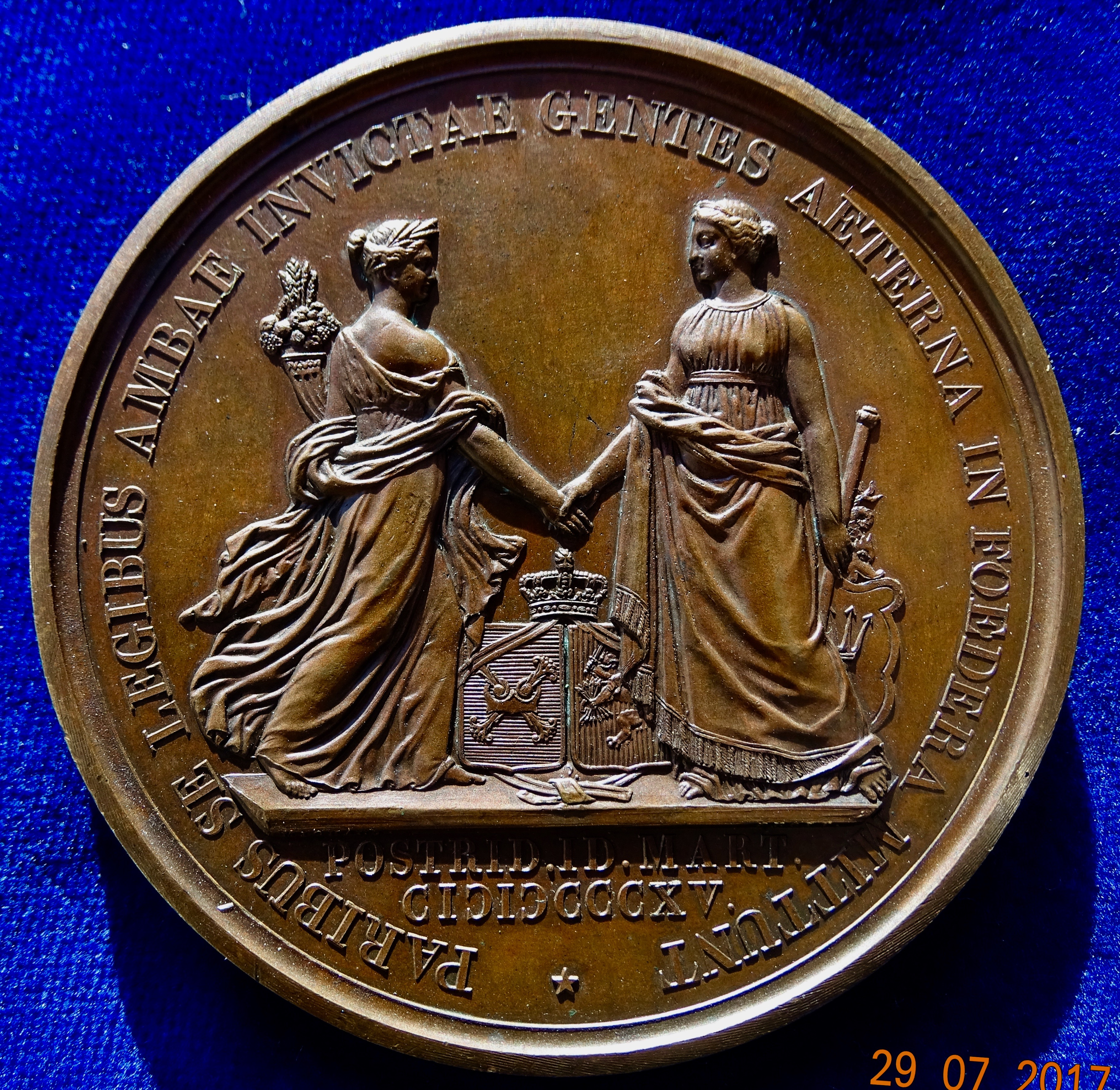
Auf der Rückseite der Medaille von Michaut zur Vereinigung der Niederlande reichen sich Belgien und Holland die Hand.

Nach dem Wiener Kongress (1815) wurden die habsburgischen Niederlande mit den (nördlichen) Niederlanden zusammengeführt. Das Motiv dahinter war die Bildung einer neuen europäischen Mittelmacht, die nicht bei erstbester Gelegenheit wieder von Frankreich überrannt werden konnte. Während früher sowohl in der niederländischen wie in der belgischen Geschichtsschreibung betont wurde, dass dieses Experiment aufgrund der Unterschiedlichkeit der beiden Landesteile von vornherein zum Scheitern verurteilt war, betonen Historiker in jüngerer Zeit, dass die Politik des niederländischen Königs Wilhelm I. durchaus vielversprechende Ansätze bot. So war der sogenannte Kaufmann-König unermüdlich damit beschäftigt, die Wirtschaft zu fördern, wobei sich der früh industrialisierte Süden des Landes, das spätere Belgien, und die alte Handelsmacht der Niederlande mit ihrer Kolonie Niederländisch-Indien ergänzen sollte. Auf religiösem Gebiet bevorzugte der König nicht etwa den Protestantismus, doch strebte er eine enge Anbindung beider Konfessionen an den Staat an. So mussten Priesteramtskandidaten ab 1825 auch eine staatliche Ausbildung durchlaufen. Diese Maßnahme wurde von der katholischen Kirche erbittert bekämpft. Zudem versuchte Wilhelm, die niederländische Sprache als Klammer zwischen beiden Landesteilen zu etablieren. Er verfügte deshalb eine einseitige Bevorzugung des Niederländischen in Flandern, nicht aber in Wallonien, wo praktisch kein Niederländisch gesprochen wurde. All diese Schritte können den Ausbruch der belgischen Revolution im Jahr 1830 aber nicht erklären, da der König sie angesichts massiver Kritik zu Beginn dieses Jahres rückgängig gemacht hatte. „Entscheidend war vielmehr die Forderung nach politischer Mitbestimmung.“ (Christoph Driessen) Die aufstrebende Mittelklasse in Städten wie Brüssel und Lüttich pochte auf Beteiligung an der Macht.

## Belgien von der Unabhängigkeit 1830 bis in die 1960er Jahre

### Belgische Revolution
→ Hauptartikel: Belgische Revolution

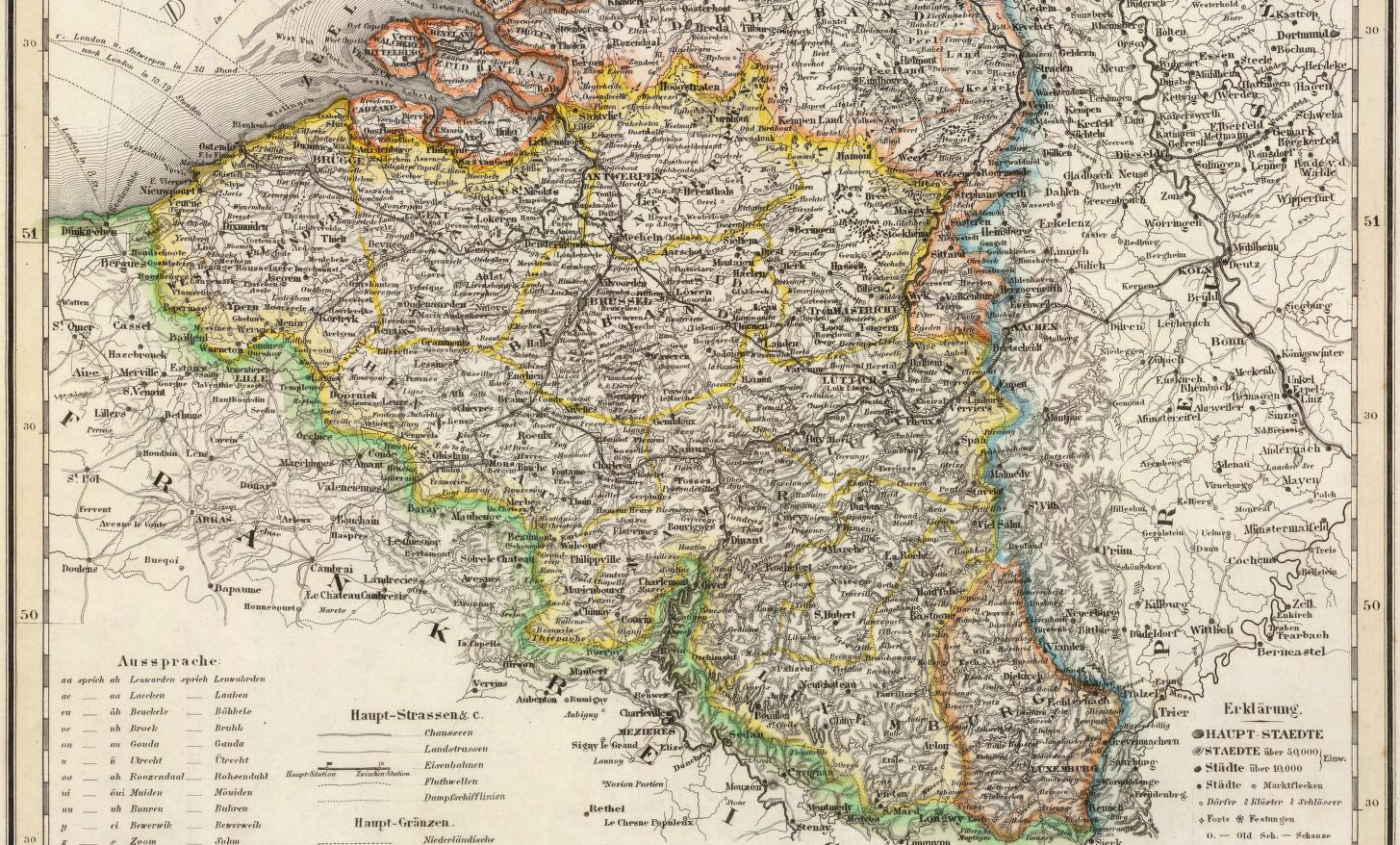
Belgien 1844

Die belgische Revolution führte im Jahr 1830 zur Unabhängigkeit von den Niederlanden. Die französische Julirevolution hatte mit ihrer Machtübernahme durch das Bürgertum erste Unruhen ausgelöst. Ende August begann in Brüssel der offene Aufstand. In der Oper, heute La Monnaie/De Munt genannt, wurde die Oper La muette de Portici (Die Stumme von Portici) von Daniel-François-Esprit Auber aufgeführt, die bereits in Paris für Unruhe gesorgt hatte. Nach dem Ende der Aufführung zog das Publikum aus dem Theater hinaus und zündete das Haus des umstrittenen niederländischen Ministers Cornelis Felix van Maanen an, der aber nicht zu Hause war. Arbeiter, die unter gestiegenen Brotpreisen und zunehmender Arbeitslosigkeit durch die Mechanisierung ganzer Branchen litten, schlossen sich dem Aufstand an. Da die Brüsseler Polizei die Unruhen nicht unter Kontrolle bekam, boten einige politisch liberal eingestellte Journalisten und Anwälte der Stadtregierung an, eine Bürgerwehr aufzustellen. Sie erhielten dafür die Erlaubnis und konnten mit dieser Bürgerwehr tatsächlich die Ordnung wiederherstellen. Der entscheidende Schritt zur Revolution bestand nun darin, dass sie die Bürgerwehr danach nicht wieder auflösten und so die Macht in Brüssel in Händen behielten. Es stellte sich nun heraus, dass die kleine Gruppe von Journalisten und Anwälten weitgehende Reformen, wenn nicht sogar eine Loslösung von den Niederlanden anstrebte. In diesen Tagen entstand auch die belgische Nationalflagge, die von einem Journalisten aus Farben des Wappens von Brabant zusammengestellt wurde (die Ähnlichkeit mit der deutschen Flagge ist nur zufällig).
Wilhelm I. fehlte eine überzeugende Krisenstrategie. Zunächst verhandelte er, dann schickte er seinen jüngeren Sohn Friedrich mit 10.000 Soldaten nach Brüssel. Während die führenden Revolutionäre nach Paris flohen, begannen Tausende von einfachen Bürgern einen Guerilla-Kampf gegen die niederländischen Soldaten. Nach einigen Tagen erkannte Prinz Friedrich, dass er die Stadt nur mit einem Bombardement zurückerobern konnte. Zu einem solchen Blutbad war er aber nicht bereit, da dies jede Hoffnung auf eine Einigung mit dem Süden zerstört hätte. Deshalb zogen die Niederländer ab.
Die Revolutionäre kehrten daraufhin nach Brüssel zurück, bildeten eine vorläufige Regierung und riefen am 4. Oktober 1830 die Unabhängigkeit Belgiens aus. Auch in anderen belgischen Städten übernahmen in den nächsten Wochen revolutionäre Regierungen die Macht. Den Namen Belgien borgten sich die Revolutionäre bei Julius Cäsar, der in De Bello Gallico die Belger den tapfersten Stamm aller Gallier genannt hatte.
Am 3. November fand die Wahl einer verfassunggebenden Versammlung (belgischer Nationalkongress) statt. Dieser konstituierte sich am 10. November 1830.

König Wilhelm ging davon aus, dass die Großmächte die belgische Revolution niederschlagen würden, denn sie waren es ja gewesen, die das Vereinigte Königreich der Niederlande gegründet hatten. Doch Ende 1830/Anfang 1831 hatte jede Regierung einen anderen triftigen Grund, der gegen eine Intervention sprach. So hatte der russische Zar Nikolaus I. bereits Truppen ausgehoben, die dann aber gegen den Novemberaufstand in Polen eingesetzt werden mussten, und in London war die Regierung des Herzogs von Wellington, der das Vereinigte Königreich selbst mit aus der Taufe gehoben hatte, am 22. November 1830 gestürzt worden. Deshalb erkannten die Großmächte Belgien auf der Londoner Konferenz an und garantierten seine Neutralität. Mittlerweile tagte seit dem 10. November 1830 der aus 200 Abgeordneten bestehende belgische Nationalkongress. Am 7. Februar 1831 verabschiedete dieses Parlament das belgische Grundgesetz, damals die liberalste Verfassung in Europa. Als König der Belgier – nicht Belgiens – setzte das Parlament den deutschen Prinzen Leopold von Sachsen-Coburg-Saalfeld an, weil er lange in England gelebt hatte und deshalb mit parlamentarischen Gepflogenheiten vertraut war.
Die Niederlande reagierten auf die Krönung eine Woche später mit einer kurzen militärischen Offensive. Als Frankreich aber ein militärisches Eingreifen androhte, zogen die Niederländer sich sofort zurück. Am 19. April 1839 wurde nach monatelangen Verhandlungen der Friedensvertrag von London unterzeichnet. Belgien verzichtete darin auf Maastricht.
Der größere Teil Luxemburgs fiel an Belgien und bildet dort die Provinz Luxemburg, der Osten verblieb als Großherzogtum zunächst noch unter der niederländischen Krone.

### Sprachenstreit

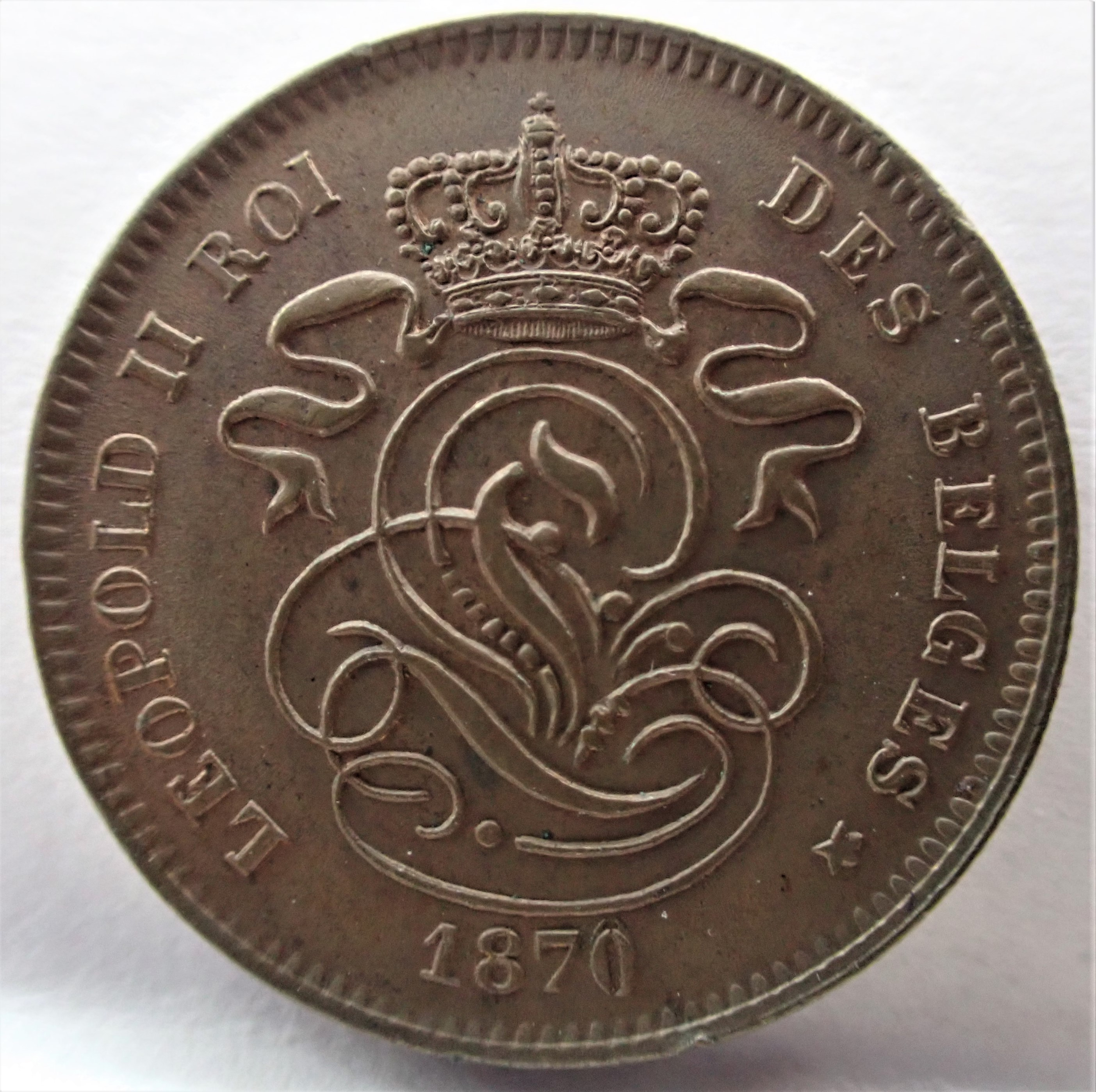
2-Centimes-Münze mit französischer Sprache

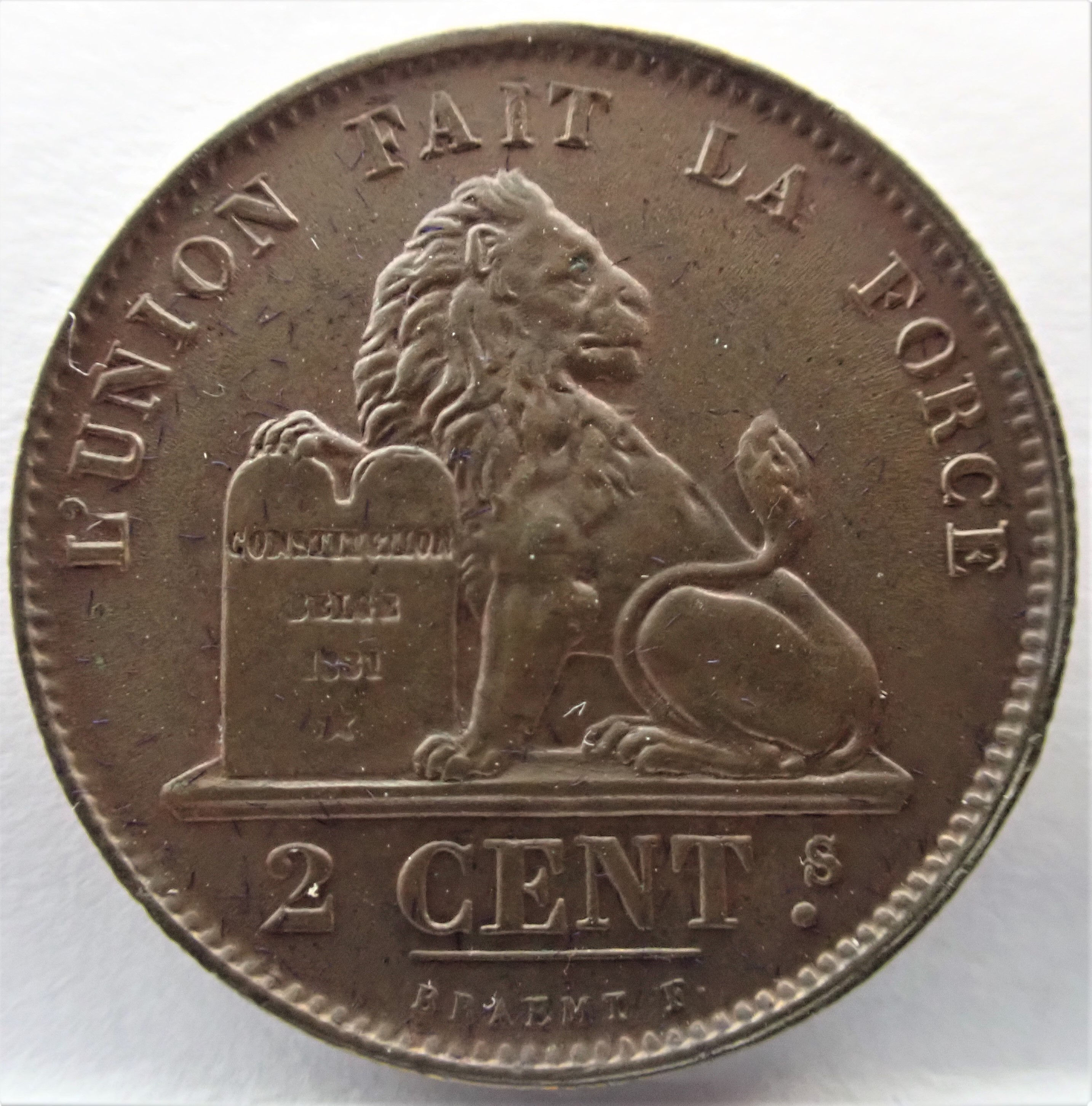
2-Centimes-Münze mit französischer Sprache

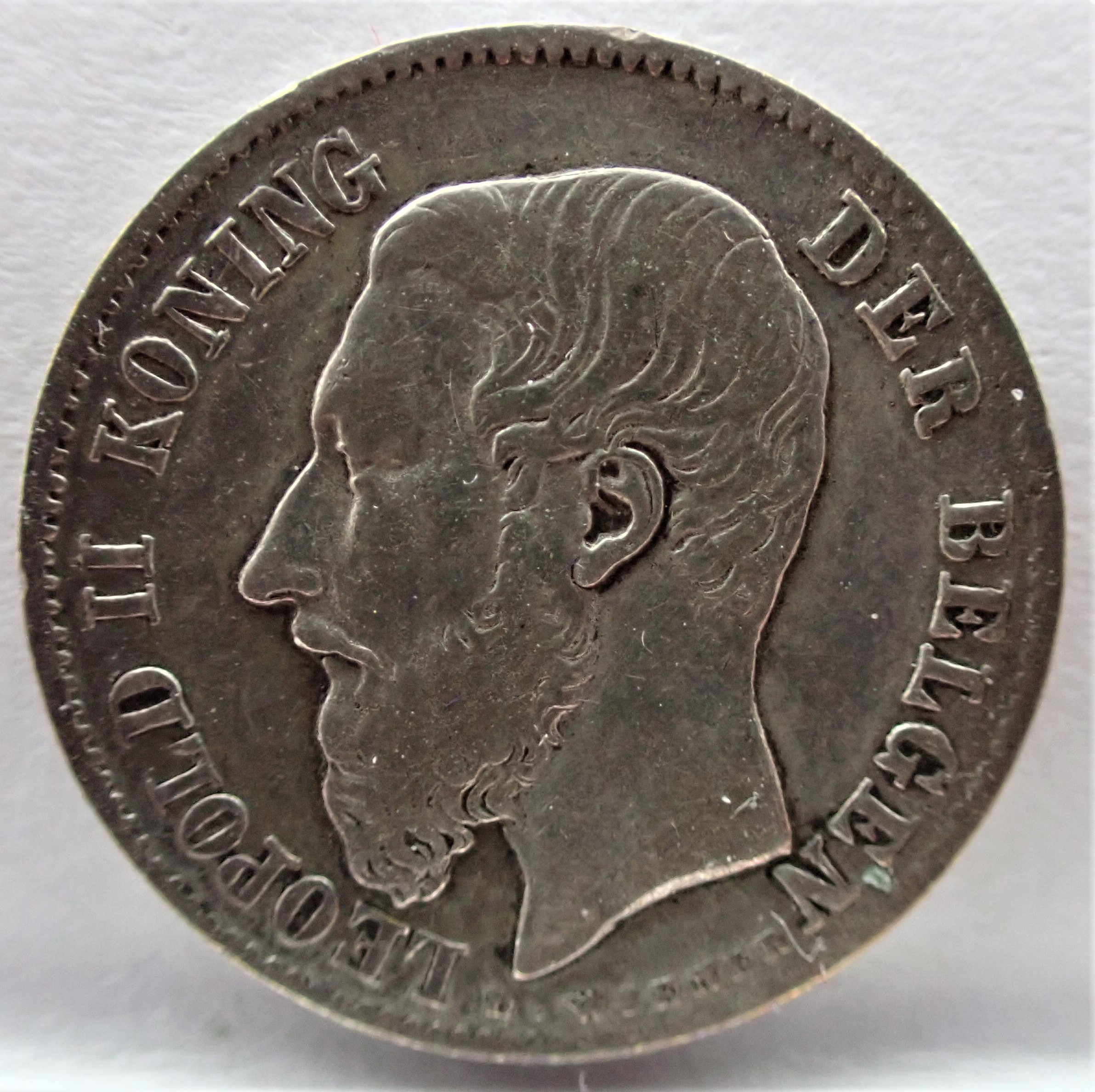
50-Centimes-Münze mit niederländischer Sprache

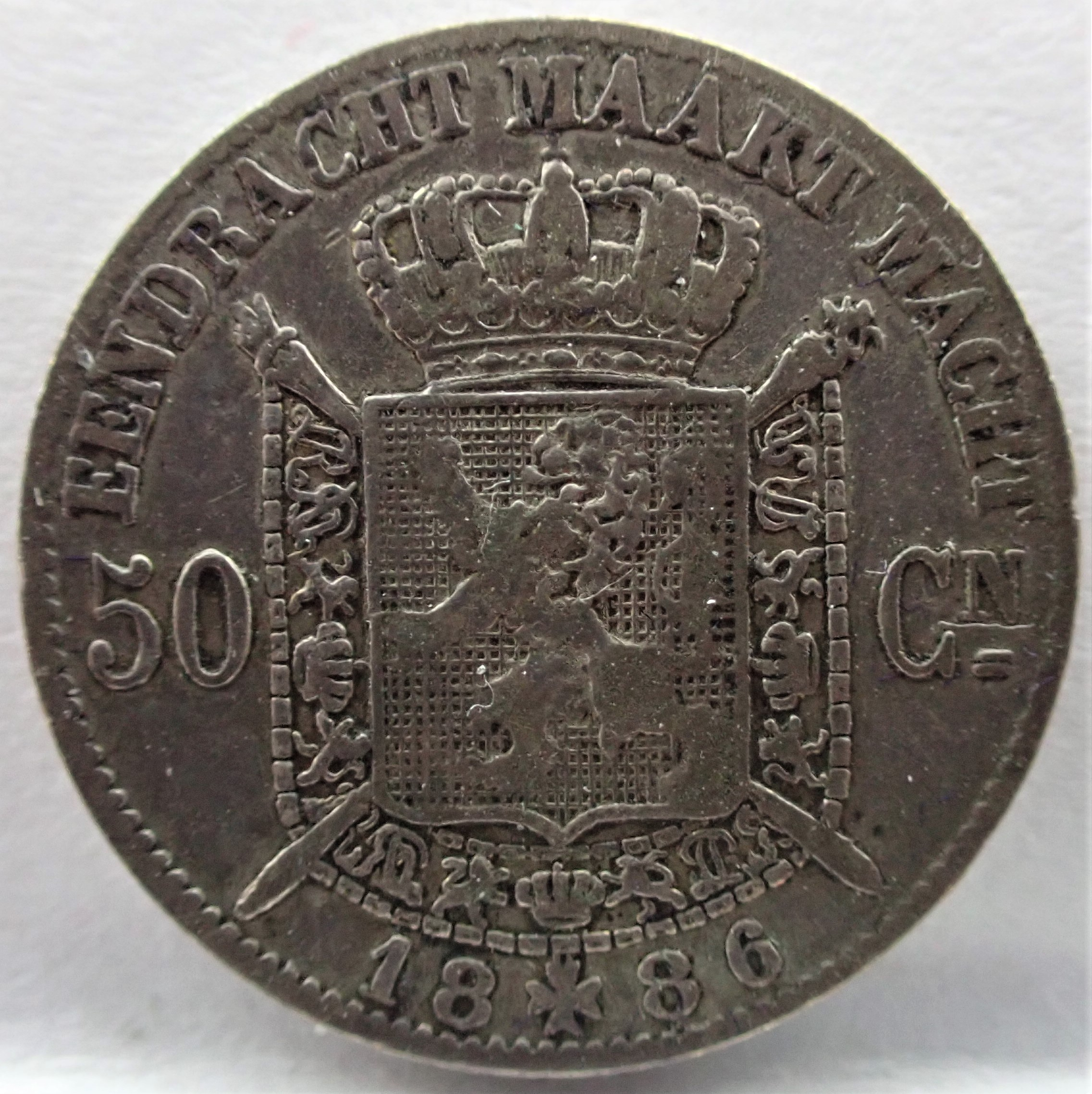
50-Centimes-Münze mit niederländischer Sprache

Französisch wurde bei Gründung des belgischen Staates alleinige Verwaltungs- und Unterrichtssprache, obwohl eine knappe Mehrheit der Belgier schon damals Niederländisch sprach. Dieses Niederländisch wurde von der Zentralregierung in Brüssel jedoch nicht als eigenständige Kultursprache, sondern als eine Ansammlung von Dialekten betrachtet. Tatsächlich konnten sich die Flamen aufgrund dieser Vielzahl von Dialekten damals untereinander oft kaum verstehen. Gegen die absolute Vorherrschaft des Französischen bildete sich, anfangs nur zaghaft, eine Gegenbewegung von Niederländischsprachlern heraus, die im Vereinigten Königreich von Wilhelm I. aufgewachsen waren. Die Forderungen dieser Flaminganten waren zu Beginn sehr bescheiden, sie strebten die Zulassung des Niederländischen in der Verwaltung, in Gerichten und Schulen an. Ihre Forderungen wurden von der Brüsseler Regierung jedoch abgewiesen. Um das Ansehen des Niederländischen zu heben, bemühten sich die Flaminganten um eine Zurückdrängung der flämischen Dialekte zugunsten des Niederländischen, so wie es in den Niederlanden gesprochen wurde. „Wäre dies nicht geschehen, könnten sich Niederländer und Flamen heute vermutlich gar nicht verständigen.“ (Ch. Driessen) Doch erst als das Wahlrecht in der zweiten Hälfte des 19. Jahrhunderts allmählich ausgeweitet wurde und die Flamen dadurch im Parlament stärker vertreten waren, fanden ihre Forderungen allmählich Gehör. Einige Meilensteine waren: 1873: Zulassung des Niederländischen als Gerichtssprache. 1878: Zulassung als Verwaltungssprache. 1883: Zulassung in einigen Unterrichtsfächern. 1898: Verabschiedung des Gleichheitsgesetzes, das Niederländisch als gleichberechtigte Amtssprache zuließ. Ab 1886 wurden nicht nur Münzen mit dem Nationalwahlspruch L’UNION FAIT LA FORCE auf Französisch, sondern mit EENDRACHT MAAKT MACHT auch auf Niederländisch geprägt.

### Wirtschaftlicher Aufschwung und Kolonialpolitik
Belgien war das erste industrialisierte Land auf dem europäischen Kontinent und um 1900 die fünftgrößte Wirtschaftsmacht der Welt nach den USA, Deutschland, Großbritannien und Frankreich. Gründe dafür waren die liberale Wirtschaftspolitik der Brüsseler Regierung, die reichen Kohlevorkommen in Wallonien (u. a. Limburger Steinkohlerevier) und die – auch im europäischen Vergleich – besonders rücksichtslose Ausbeutung der Arbeiter. Zusätzlich etablierte sich Belgien als große Kolonialmacht. Dies war allerdings zunächst das alleinige Werk von König Leopold II., der sich über die Ausbeutung des Kongo einen eigenen Etat aneignen wollte, der nicht vom Parlament kontrolliert werden konnte. Die Regierung war an der Kolonialisierung des Kongo zunächst nicht beteiligt, sondern übernahm die Kolonie erst 1908, als sie nach internationalen Protesten gegen die Kongogräuel großen Schaden für das Ansehen Belgiens befürchten musste. Dieses dunkle Kapitel der belgischen Geschichte blieb lange tabuisiert und wurde im Königlichen Museum für Zentral-Afrika verherrlicht. Bis 2013 galt dieses Afrika-Museum als „Europas letztes Kolonialmuseum“, da bis dahin noch die aus 1958 stammende Dauerausstellung gezeigt wurde. Im Dezember 2018 wurde eine modern konzipierte Schau eröffnet. Zum 60. Jahrestag der Unabhängigkeit des Kongo bedauerte König Philippe erstmals öffentlich das Terrorregime des belgischen Monarchen Leopold II.
Siehe auch: Flämische Bewegung

### Der Erste Weltkrieg und die Zwischenkriegszeit
Am 2. August 1914 forderte das Deutsche Kaiserreich in einem Ultimatum von Belgien freien Durchzug durch das Land. König Albert lehnte das Ultimatum am 3. August ab. In der Nacht vom 3. auf den 4. August rückten deutsche Truppen ein und brachen damit die seit den 1830er Jahren international garantierte Neutralität Belgiens. Die belgische Armee konnte nur kurz Widerstand leisten: am 7. August fiel Lüttich, am 20. August wurden Brüssel und Gent eingenommen, am 23. August wurden Namur und Mons überrannt. Antwerpen kapitulierte am 9. Oktober, die Küstenstädte Zeebrugge und Oostende ergaben sich am 15. Oktober.
Die Route durch Belgien war für Deutschland deshalb wichtig, weil sie so den französischen Festungsgürtel zwischen Verdun und Belfort nördlich umgehen und Frankreich zügig von Nordosten angreifen konnten.
Der deutsche Vormarsch kam im September an der Marne zum Erliegen. Die Front erstarrte bis zum März 1918 weitgehend.
Die Front in Belgien war etwa 60 km lang. Sie begann an der französisch-belgischen Grenze nordöstlich von Armentières. Sie zog sich über den Rücken von Messines und von Wytschaete und verlief über eine flache Hügelkette in einem Halbkreis östlich von Ypern (Ypernbogen). Namen wie Höhe 60, Zillebeke, Zonnebeke, Passchendaele, Bixschoote, Langemark und Steenstrate wurden zu Fanalen des Krieges. Die Front stieß an die nördlich von Ypern nach Nieuwpoort fließende Yser, vorbei an Diksmuide und erreichte bei Nieuwpoort die Nordsee und zugleich ihren nördlichsten Punkt. Der letzte Frontabschnitt vor der Kanalküste wird auch als Yser-Front bezeichnet. Er wurde von der belgischen Armee bis Kriegsende gehalten und schützte den einzigen nicht besetzten Teil des Landes. König Albert und die belgische Exilregierung hielten sich vom Oktober 1914 bis zum Kriegsende in Sainte-Adresse nahe Le Havre in der Normandie auf.
Im Verlaufe des jahrelangen Stellungskrieges zwischen den Alliierten und Deutschen wurden viele belgische Städte zerstört. Das größtenteils von den Deutschen besetzte Land kam unter die Verwaltung deutscher Generalgouverneure (1914 bis zu seinem Tod im April 1917 Generaloberst Moritz von Bissing sowie jeweils für wenige Monate ein Vorgänger und ein Nachfolger (Ludwig von Falkenhausen)) und wurde entsprechend den Sprachgrenzen in Verwaltungseinheiten eingeteilt. Theodor Lewald wurde Verwalter Flanderns.
Auf angebliche Angriffe belgischer Freischärler, der Francs-tireurs, reagierten deutsche Truppen mit brutaler Gewalt gegen die Zivilbevölkerung. Im Laufe des Krieges kam es zu mehreren Massakern an Zivilisten in belgischen Städten, das schlimmste davon in Dinant. Ob eine größere Partisanentätigkeit in Belgien damals überhaupt vorhanden war, wurde von Historikern kontrovers diskutiert. Die deutsche Besatzungsmacht ließ 1915 an der Grenze zwischen Belgien und den Niederlanden einen Elektrozaun (genannt Grenzhochspannungshindernis) errichten. Als in Deutschland der Großteil der männlichen Bevölkerung Militärdienst leistete, wurden die Arbeitskräfte in der Rüstungsindustrie knapp. Die Reichsregierung ließ ungefähr 40.000 belgische Zivilisten in Güterzügen zur Zwangsarbeit nach Deutschland deportieren. Zehntausende weitere wurden in sogenannten „Zivil-Arbeiter-Bataillonen“ zusammengefasst und zu Hilfsarbeiten an der deutschen Westfront gezwungen. Die Besatzer festigten im August 1914 durch das Niederbrennen der an Kulturschätzen reichen Universitätsstadt Löwen ihren Ruf als „Barbaren“; dabei brannte auch die berühmte Universitätsbibliothek Löwen nieder.
Das gemischtsprachige Gebiet um Eupen und Malmedy, das heutige Ostbelgien, wurde nach dem Vertrag von Versailles (1919) belgisches Staatsgebiet (→ Volksabstimmungen infolge des Versailler Vertrags #Sonderfall Eupen und Malmedy und Ostbelgien #„Le petite farce belge“ (1920) und Angliederung an Belgien (1925)).
Belgien schloss am 7. September 1920 eine Militärkonvention mit Frankreich und beteiligte sich ab 1923 an der Besetzung des Ruhrgebietes. 1925 schlossen Belgien, Frankreich und Großbritannien den Locarno-Pakt mit dem Deutschen Reich, der unter anderem die Ostgrenze Belgiens garantierte. Nach Alberts Tod am 17. Februar 1934 bestieg Leopold III. den Thron. Nach der Parlamentswahl am 24. Mai 1936 bildete Ministerpräsident Paul van Zeeland sein zweites Kabinett. Während seiner Regierungszeit kündigte Belgien 1936 die 1920 mit Frankreich geschlossene Militärkonvention und erklärte Belgien erneut für neutral.

### Zweiter Weltkrieg
Am 10. Januar 1940, gut vier Monate nach dem Beginn des Zweiten Weltkriegs, landete ein deutsches Kurierflugzeug nahe der belgischen Stadt Maasmechelen; der Pilot hatte die Orientierung verloren und machte eine Notlandung.
Ein Kurier hatte Teile der deutschen Angriffsplanungen für den Westfeldzug bei sich und versuchte vergeblich, sie zu verbrennen. Nach dem Mechelen-Zwischenfall erwogen belgische Politiker und Militärs, französische Truppen ins Land zu lassen; sie rechneten mit einem sehr baldigen Angriff.
Belgien und die Niederlande alarmierten ihre Truppen (was den Deutschen bekannt wurde); der erhoffte Überraschungseffekt war damit hinfällig. Alfred Jodl (Chef des Wehrmachtführungsstabes im Oberkommando der Wehrmacht) empfahl Hitler am 15. Januar 1940, den Angriff – auch wegen Kälte, Schnee und Schneefall – zu verschieben; Hitler stimmte dem am 16. Januar um 19 Uhr zu.
Die Wehrmacht griff ab dem 10. Mai 1940 Belgien (wie schon 1914 unter Verletzung der Neutralität), die Niederlande und Luxemburg an (→ Überfall auf die Niederlande, Belgien und Luxemburg, Schlacht um Belgien); dies war zugleich der Beginn des Westfeldzuges. Nach 18 Tagen Widerstand („campagne des 18 jours“) kapitulierten die belgischen Streitkräfte am 28. Mai 1940 bedingungslos – die Niederlande hatten bereits am 15. Mai kapituliert. Belgien blieb bis 1944/45 besetzt und stand unter deutscher Militärverwaltung. Militärbefehlshaber war bis 15. Juli 1944 General Alexander von Falkenhausen, mit Hauptquartier in Brüssel.

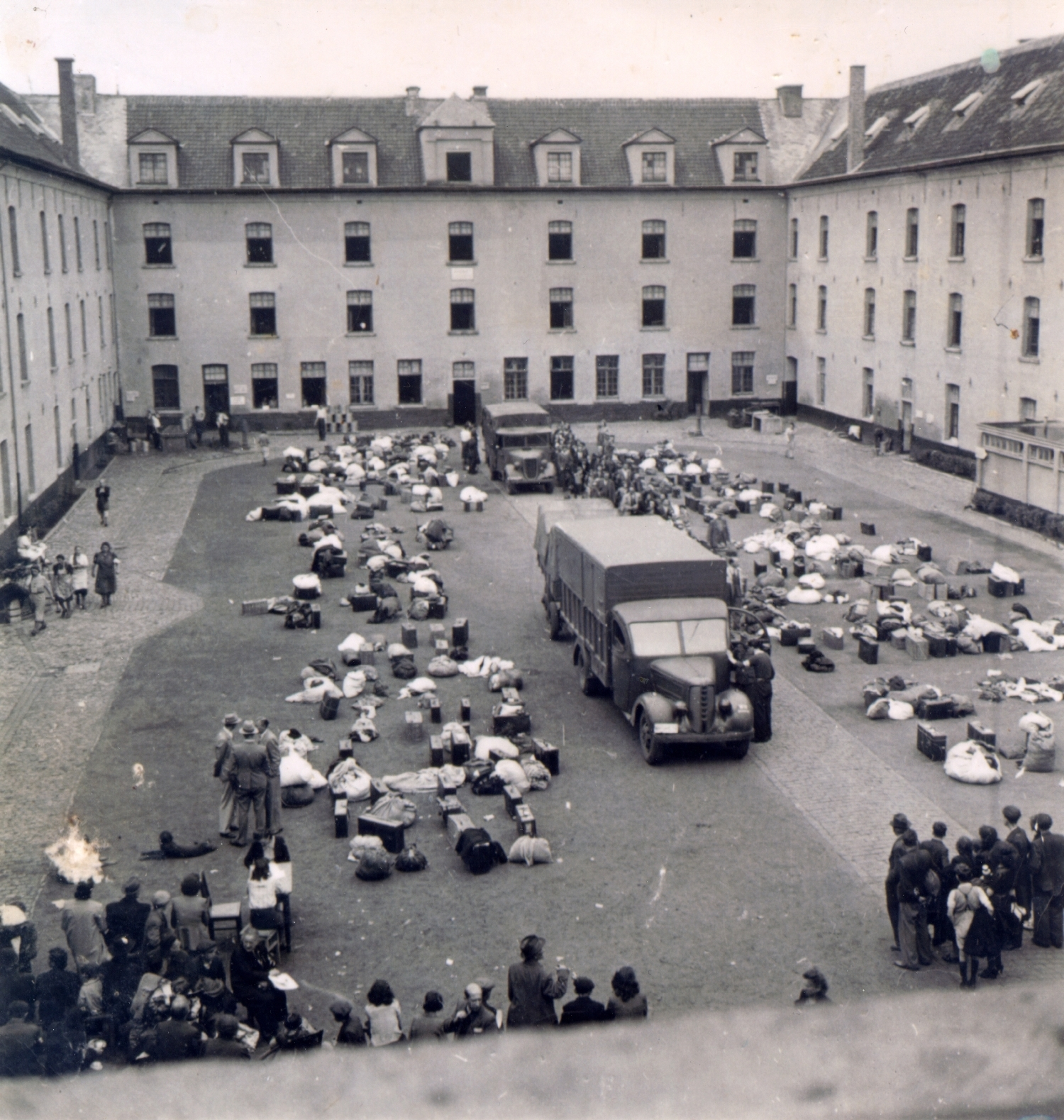
Innenhof der Dossin-Kaserne (SS-Sammellager Mechelen), 1942

Die belgische Regierung unter Premierminister Hubert Pierlot ging nach London ins Exil, um von dort den Kampf gegen Deutschland fortzusetzen. Der belgische König Leopold III. hingegen befand, er müsse bei seinem Volk im Land bleiben. Er legte seine Dienstgeschäfte nieder. Die deutschen Besatzer stellten ihn unter Hausarrest; er war von Mai 1940 bis zum 7. Juni 1944 auf seinem Schloss Laeken bei Brüssel und wurde dann nach Deutschland deportiert. 
Die geflüchtete Regierung ließ sich in Limoges auf der letzten Sitzung des geflüchteten Parlaments mit der Bildung der Exilregierung in London beauftragen.
Die belgische Verwaltung (an ihrer Spitze Generalsekretäre) setzte ihre Arbeit fort – unter der Kontrolle und nach den Anweisungen der deutschen Militärverwaltung in Belgien und Nordfrankreich unter General Alexander von Falkenhausen.
Die Deutschen hatten eigene politische Ziele: sofort nach dem Einmarsch erließen sie zahlreiche antijüdische Gesetze und Verordnungen und begannen mit der Judenverfolgung. In Belgien gab es vor Beginn des Zweiten Weltkrieges etwa 60.000 Menschen jüdischer Abstammung. Nur 7 Prozent von ihnen waren belgische Staatsbürger, die meisten stammten aus Osteuropa oder waren vor der Verfolgung durch die Nationalsozialisten aus Deutschland und Österreich geflüchtet. Die jüdische Bevölkerung wurde in den Städten Brüssel, Antwerpen, Lüttich und Charleroi konzentriert und deren Vermögen arisiert. Danach wurden die Menschen über das SS-Sammellager Mechelen in das KZ Auschwitz deportiert. Etwa 30.000 Juden wurden ab dem August 1942 deportiert, von ihnen überlebten nur etwa 1500. Im Januar 1944 wurde eine Gruppe von 317 Sinti und Roma deportiert; von ihnen überlebte nur ein Dutzend. Allein zwischen Mai und August 1944 wurden über 3000 als „politisch“ deklarierte Gefangene von Antwerpen aus in das KZ Buchenwald deportiert; viele von ihnen wurden als Zwangsarbeiter in Dora-Mittelbau eingesetzt und starben im Lager oder auf den Todesmärschen kurz vor Kriegsende.

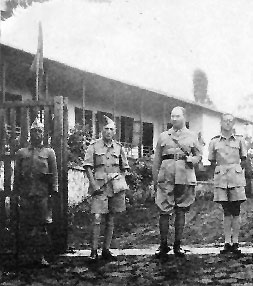
Belgische Offiziere in Äthiopien

Auch in der Kolonie Belgisch-Kongo stand nach der Kapitulation die Frage, wie man gegenüber den Alliierten und den Achsenmächten stehen sollte. Während Teile der dortigen belgischen Bevölkerung und der Industrie mit dem NS-Regime sympathisierten bzw. sich der Haltung des Königs anschließen wollten und über die Kolonie Portugiesisch-Angola des neutralen Portugal NS-Deutschland kriegswichtige Güter lieferten, entschloss sich die Kolonialregierung unter Pierre Ryckmans, weiterhin auf Seiten der Alliierten zu kämpfen. Bis zur Befreiung führte dies zur merkwürdigen Situation, dass sich in Belgien der König unter Hausarrest befand, in London sich die Exilregierung unter Pierlot befand, während die Kolonialregierung in Léopoldville, gestützt auf eine eigene Armee, weitgehend autonom und autark agierte. Sie lieferte den USA Uran für das Manhattan-Projekt, in dem die USA die Atombombe entwickelten.
Die Kolonialarmee hatte während des Zweiten Weltkrieges bis zu 40.000 Soldaten. Sie nahm auf Seiten der Westalliierten am Ostafrikafeldzug teil.
Nach der Landung der Alliierten in der Normandie ab dem 6. Juni 1944 räumte die Wehrmacht im September 1944 Teile von Belgien. Die belgische Exilregierung unter Hubert Pierlot kehrte nach Brüssel zurück und zwang Leopold III., zugunsten seines Bruders Karl von Flandern vorerst auf sein Amt zu verzichten. Im Dezember 1944 und Januar 1945 war Ostbelgien von der deutschen Ardennenoffensive betroffen.

### Nach Kriegsende
Erst 1948 erhielten die Frauen ein Wahlrecht in Belgien. Der Prozess dahin verlief eher von oben nach unten ohne Einfluss der Frauenbewegung. Maßgeblich waren das Vorbild der Nachbarstaaten und die Leistungen der Frauen in den beiden Weltkriegen. Belgien führte 1994 als erstes Land Europas gesetzlich vorgeschriebene Geschlechterquoten ein und zählt heute zu den Ländern mit den meisten Frauen im Parlament.
Nach der Rückkehr von Leopold III. auf den belgischen Königsthron stimmten 1949 die Volksgruppen in Belgien über ihn als König ab. Zustimmung fand er mit 72 % vor allem im katholisch geprägten Flandern mit einer stark monarchistischen christdemokratischen Partei, wogegen die sozialistisch geprägte Bevölkerung Walloniens mehrheitlich mit 58 % gegen den König stimmte. Das Land drohte danach in einen Bürgerkrieg zu stürzen. 1951 dankte daher Leopold III. zugunsten seines ältesten Sohnes Baudouin ab.
Am 30. Juni 1960 wurde die Kolonie Belgisch-Kongo unabhängig, wobei Belgien in der turbulenten Phase nach der Unabhängigkeit in die dortigen Konflikte verwickelt war. Mit der Unabhängigkeit Burundis und Ruandas am 1. Juli 1962 endete für Belgien die Zeit als Kolonialmacht.
1964 wurde ein medizinischer Streik durchgeführt, um die Regierung unter Druck zu setzen, auf die Einrichtung eines öffentlichen Gesundheitssystems (Leburton-Gesetz) zu verzichten. Der Streik dauerte vom 1. bis zum 18. April, der Anführer war der Arzt André Wynen. Der Protest hatte internationale Auswirkungen, da während des Streiks mehrere Menschen wegen mangelnder medizinischer Hilfe starben.

## Belgien von den 1960er Jahren bis heute

### Belgien als Zentrum Europas
Nach dem Austritt Frankreichs aus der militärischen Integration der NATO beherbergte Belgien ab 1967 das NATO-Hauptquartier und das Hauptquartier Europa (SHAPE). Mit dem Ausbau der Europäischen Gemeinschaft wurde Brüssel neben Luxemburg Sitz europäischer Institutionen. Das Haus der Europäischen Geschichte steht in Brüssel.

### Föderalisierung
Bis in die 1950er Jahre war die französischsprachige Bevölkerung in der Wallonie die „tonangebende“ Volksgruppe in Belgien gewesen, was zu großen politischen Spannungen mit der niederländischsprachigen flämischen Bevölkerung führte, die sich in vielerlei Hinsicht unterdrückt fühlte. Erst mit dem wirtschaftlichen Niedergang der Wallonen – ihr Haupterwerbszweig war der Bergbau gewesen – änderte sich diese Situation zugunsten eines angenäherten Gleichgewichtes zwischen den zwei großen Bevölkerungsgruppen.
Festlegung der Sprachgrenze (1962): Belgien ist in drei Sprachbereiche aufgeteilt: Flandern (niederländisch), Wallonien (französisch) und die kleine Deutschsprachige Gemeinschaft in Ostbelgien. Die Hauptstadtregion Brüssel ist zweisprachig (niederländisch und französisch). Diese Grenzen wurden 1962 letztmals geändert, zur Situation davor siehe Festlegung der Sprachgrenze.

Erste Staatsreform (1970): für die drei Sprachen wurde jeweils eine „Kulturgemeinschaft“ mit ersten eigenen, noch äußerst begrenzten Zuständigkeiten nur im kulturellen Bereich gegründet. Außerdem werden die drei Regionen Belgiens definiert: Flandern, Wallonien und Brüssel-Hauptstadt.

Zweite Staatsreform (1980): die „Kulturgemeinschaften“ werden zu den drei Gemeinschaften Belgiens erhoben mit jeweils einen Rat (seit 2004 Parlament genannt) und eine Regierung. Sie befassen sich zusätzlich zur Kultur jetzt auch mit personengebundenen Angelegenheiten, wie Gesundheit und soziale Unterstützung. Außerdem bekommen auch die beiden Regionen Flandern und Wallonien ihre Zuständigkeiten zugewiesen. Die Region Flandern und die niederländischsprachige Gemeinschaft werden sofort institutionell zusammengelegt, während die „Region Wallonien“ bis heute parallel zur „französischsprachigen Gemeinschaft“ besteht.

Dritte Staatsreform (1988/1989): auch die dritte Region „Brüssel-Hauptstadt“ wird eingerichtet. Die Aufgaben aller Gemeinschaften und Regionen werden ausgeweitet, z. B. sind für die Schulen jetzt die Gemeinschaften und für Verkehr jetzt die Regionen zuständig.

Vierte Staatsreform (1993): der belgische Staat wird zu einem vollwertigen Föderalstaat. Der erste Artikel der belgischen Verfassung, in dem es vorher hieß: „Belgien ist in Provinzen eingeteilt“, lautet seitdem „Belgien ist ein aus den Gemeinschaften und den Regionen bestehender Föderalstaat“.

Fünfte Staatsreform (2003): die Kompetenzen der Regionen und Gemeinschaften werden nochmals ausgeweitet.

Sechste Staatsreform (2011/2012): durch die Aufspaltung des Wahlkreises Brüssel-Halle-Vilvoorde wird ein spezielles politisches Problem gelöst, das anderthalb Jahre lang eine Regierungsbildung verhindert hatte.

### Seit 2013
In den Jahren 2013 und 2014 stand Belgien vor großen wirtschaftlichen Herausforderungen. Das Land galt zu diesem Zeitpunkt im europäischen Vergleich als relativ reich (46.757 BIP pro Kopf – 8. Platz) und wohlhabend (0.916 HDI – 18. Platz), aber die Staatsverschuldung betrug 2013 rund 375 Milliarden Euro, was fast dem jährlichen BIP entsprach. Der Haushaltsdefizit überschritt seit Jahren die von den europäischen Stabilitätskriterien erlaubten drei Prozent, was die belgische Regierung dazu zwang, einen korrigierten Haushaltsplan der EU-Kommission vorzulegen. In dieser Zeit gab es auch bedeutende politische Veränderungen. König Albert II. kündigte an, dass er nicht länger Monarch sein wolle, was zu Spekulationen über die Zukunft der Monarchie führte.
In den darauffolgenden 2 Jahren (2015–2016) war Belgien von verschiedenen Herausforderungen geprägt: Im Jahr 2015 wurde Belgien zunehmend als Basislager für islamistische Terroristen wahrgenommen, insbesondere nach den Anschlägen in Paris. Schätzungen zufolge stammten fast 500 der europäischen Kämpfer, die sich dem IS anschlossen, aus Belgien, was auf soziale und wirtschaftliche Probleme in bestimmten Stadtteilen wie Molenbeek hinwies.
Anfang 2016 machte Belgien die Grenzen dicht: Aufgrund des starken Flüchtlingsandrangs verhängte die belgische Regierung vorübergehend Grenzkontrollen, um die Situation unter Kontrolle zu bringen. Dies führte zu langen Staus an den Übergängen und Kritik von Seiten der EU, da Belgien damit gegen das Schengener Abkommen verstieß.
Gleichzeitig erlebte das Land eine Reform seiner Steuerpolitik. Aufgrund leerer Staatskassen wurden Steuerprivilegien für Ausländer, die zuvor von einem speziellen Status profitierten, stark eingeschränkt. Im gleichen Jahr (2016) wurde Belgien zudem als Vorreiter in der digitalen Zahlungsabwicklung wahrgenommen, da immer mehr Bürger begannen, mit Smartphones zu bezahlen, was die wirtschaftliche Modernisierung des Landes vorantrieb.
2017 gab es in der Deutschsprachigen Gemeinschaft Belgiens Bestrebungen, sich einen neuen Namen zu geben. Die 77.000 Einwohner zählende Region nannte sich inoffiziell „Ostbelgien“, um mehr Aufmerksamkeit zu erregen und nicht in Vergessenheit zu geraten. Der Regierungschef Oliver Paasch erhoffte sich durch die Umbenennung mehr Bekanntheit und Attraktivität für Unternehmen und Touristen. Verfassungsrechtlich durfte die Gemeinschaft allerdings ihren Namen nicht eigenmächtig ändern.
2019 kam es in Belgien zu einer politischen Krise nach den Parlamentswahlen, die die bestehenden Spannungen zwischen Flandern und Wallonien verstärkten. Die nationalistische Partei N-VA, die für mehr Autonomie der flämischen Region eintritt, wurde zur stärksten Kraft, während die Sozialisten in Wallonien an Einfluss gewannen. Diese Divergenz führte zu einem Stillstand bei der Regierungsbildung, da die N-VA eine Staatsreform forderte, die den Regionen mehr Kompetenzen übertragen würde. Politische Beobachter warnten, dass Belgien sich in zwei faktische Staaten aufteilen könnte, was die Herausforderungen einer einheitlichen Regierung weiter komplizierte.
Belgien ist seit den 1990er und 2000er Jahren zu einem der wohlhabendsten und reichsten Länder in Europa herangewachsen. Diese Entwicklung setzte sich auch in den 2010ern fort. Belgien entwickelte zu dieser Zeit eine hochentwickelte, diversifizierte Wirtschaft, in der der Dienstleistungssektor etwa 77 % des Bruttoinlandsprodukts (BIP) ausmachte. Die zentrale geografische Lage des Landes in Europa hatte ihm einen strategischen Vorteil im internationalen Handel verschafft, unterstützt durch eine gut entwickelte Infrastruktur, wie den Hafen von Antwerpen. Als Gründungsmitglied der Europäischen Union profitierte Belgien schon früh von der politischen und wirtschaftlichen Integration, insbesondere durch die Einführung des Euro im Jahr 2002. Darüber hinaus hat das Land in Forschung und Entwicklung investiert, was die Innovationskraft stärkte und ausländische Investitionen anzog. Auch auf sozialer Ebene hatte Belgien ein sehr fortschrittliches System entwickelt. Die soziale Sicherheit umfasste drei Hauptsysteme: das Arbeitnehmer-, das Beamten- und das Selbständigensystem, die umfassende Leistungen wie Ersatzeinkommen und Zusatzleistungen bei Arbeitslosigkeit, Krankheit und im Alter bieten. Das belgische Sozialsystem basierte auf Solidarität und bietet ein ergänzendes Fangnetz für Personen, die durch das reguläre System fallen. Zu den Leistungen gehören das Eingliederungseinkommen und Beihilfen für Menschen mit Behinderungen.

### Sonstiges
Gesamtstaatliche Probleme Ende der 1990er Jahre waren der Vorwurf der Verfilzung der Bundespolitik und Skandale um Kindesmissbrauch im Fall Dutroux.
Als einigendes und stabilisierendes Band für das Land erweist sich das Königshaus, dem seit 1993 König Albert II. als Nachfolger von Baudouin I. vorstand.